# Macará
Macará är en ort i Ecuador.   Den ligger i provinsen Loja, i den sydvästra delen av landet, 500 km söder om huvudstaden Quito. Macará ligger 450 meter över havet och antalet invånare är 13 035.
Terrängen runt Macará är varierad. Runt Macará är det ganska glesbefolkat, med 22 invånare per kvadratkilometer. Det finns inga andra samhällen i närheten. I omgivningarna runt Macará växer huvudsakligen savannskog.